# Val-d'Isère
Val-d'Isère je francusko mjesto u istoimenoj općini (komuna) koje ima 1691 stanovnika (2007.) i poznato skijaško odredište.
Val-d'Isère se satoji od dva zaseoka La Daille i Le Fornet.

## Vanjske poveznice
- Stranice općine  Arhivirana inačica izvorne stranice od 28. kolovoza 2016. (Wayback Machine) (fr.)